# جوناثون بلوم
جوناثون بلوم (بالإنجليزية: Jonathon Blum)‏ هو لاعب هوكي الجليد أمريكي، ولد في 30 يناير 1989 في لونغ بيتش في الولايات المتحدة.

## وصلات خارجية
- جوناثون بلوم على موقع دوري الهوكي الوطني (الإنجليزية)
- جوناثون بلوم على موقع قاعة مشاهير الهوكي (لاعب أن.إتش.أل) (الإنجليزية)
- جوناثون بلوم على موقع الدوري الأمريكي لهوكي الجليد (الإنجليزية)
- جوناثون بلوم على موقع EliteProspects.com (الإنجليزية)
- جوناثون بلوم على موقع HockeyDB.com (الإنجليزية)
- جوناثون بلوم على موقع Hockey-Reference.com (الإنجليزية)
- جوناثون بلوم على موقع أوليمبيديا (الإنجليزية)